# اوزار
اوزار (به انگلیسی: Ozar) یک منطقهٔ مسکونی در هند است که در بخش ناشیک (هند) واقع شده‌است. اوزار ۵۱٬۲۹۷ نفر جمعیت دارد.